# Mandrakameer
Het Mandrakameer (Frans: Lac Mandraka) is een stuwmeer in Madagaskar, gelegen in de regio Analamanga. Het meer wordt sinds 1956 afgesloten door de Mandrakadam in de Mandrakarivier.